# Choki Motobu
Choki Motobu (em japonês:  本部朝基, Motobu Chōki, 1870–1944) foi um grande mestre de Karaté nascido na aldeia de Akahira em Shuri, Okinawa, capital do reino Ryūkyū, na época. Bastante reconhecido pelas suas habilidades de luta, nasceu em abril de 1870 no seio de uma família aristocrata, praticantes de uma peculiar modalidade palaciana de luta, chamada Gotende. Devido ao seu comportamento, a sua família afastou-o dos treinos dessa modalidade, tendo no entanto o jovem Motobu procurado aprender lutas com outros mestres famosos. Acabou por tornar-se o responsável pela evolução do estilo Naha-te no Shorei-ryu, com a incorporação de técnicas de base mais baixas e movimentos mais fluidos. Fundou o estilo Motobu-ryū.
Com o tempo, consertou um estilo de combate pessoal que foi moldado na experimentação prática, tendo para isso realizado combates reais contra os mais diversos lutadores das mais variadas modalidades e estilos marciais. Todavia, Choki Motobu, como os demais mestres seus contemporâneos, procurava preservar as técnicas do modo como lhe eram ensinadas, procurando manter a tradição.

## Biografia
Em 5 de abril de 1870, Motobu Chōki nasce no seio de uma família da aristocracia de Shuri, Okinawa. O seu irmão mais velho, Motobu Chōyū (本部朝勇, 1857-1928), foi também um notável karateca de Okinawa.
O seu pai, Senhor Motobu Chōshin (Motobu Aji Chōsin), era um descendente do sexto filho do rei de Okinawa, Shō Shitsu (1629-1668).
Chōki era o terceiro filho de Motobu Udun ("Palácio Motobu"), um dos ramos cadetes da família real de Ryūkyūan.